# Andrija Mohorovičić (1971)
Andrija Mohorovičić – chorwacki, wcześniej jugosłowiański okręt hydrograficzny, następnie szkolny i patrolowy projektu 861 (w kodzie NATO: Moma), zbudowany w Polsce, w służbie od 1972 roku. Nosił numer burtowy PH-33, następnie BŠ-72. Nosi imię geofizyka Andrii Mohorovičicia.

## Budowa
Okręt należał do długiej serii okrętów hydrograficznych projektu 861 (w kodzie NATO: Moma), zaprojektowanych i budowanych na zamówienie ZSRR i innych krajów sojuszniczych w Stoczni Północnej w Gdańsku. Został zbudowany dla marynarki wojennej Jugosławii w 1971 roku pod numerem budowy 861J/23, jako 23. okręt serii. Został przekazany przez stocznię 19 czerwca 1971 roku.

## Opis
Okręty projektu 861 mają architekturę i konstrukcję typową dla statków cywilnych, z wysoką nadbudówką na śródokręciu. Na pokładzie dziobowym znajduje się 5-tonowy żuraw.
Wyporność pełna „Andrii Mohorovičicia” wynosi 1514 ton (według starszych źródeł, 1475 ton, a standardowa 1200 ton). Długość całkowita wynosi 73,3 m, szerokość 10,2 m, a zanurzenie 3,9 m.
Napęd stanowią dwa silniki wysokoprężne Zgoda-Sulzer 6TD48 o łącznej mocy 3300 KM, poruszające dwie śruby o stałym skoku. Prędkość maksymalna wynosi 17 węzłów, a zasięg 9000 mil morskich przy prędkości 11 węzłów.  
Załoga liczyła 37 osób, w tym 4 oficerów. W 2000 roku publikacje podawały załogę 30-osobową, w tym 4 oficerów, a w 2015 roku załogę 42-osobową, w tym 5 oficerów.
Wyposażenie obejmowało między innymi radziecki radar nawigacyjny Don 2 (pasmo I). Pod koniec lat 90. został zastąpiony przez radar Racal Decca BT 506 (pasmo I). Przed 2015 rokiem radar został wymieniony na Raytheon Anschütz (pasmo E/F/I).
W roli okrętu szkolnego uzbrojony jest w dwa działka przeciwlotnicze kalibru 20 mm.

## Służba

### Jugosławia
Okręt wszedł do służby w marynarce wojennej Jugosławii w 1972 roku, jako okręt hydrograficzny, pod imieniem „Andrija Mohorovičić” od nazwiska chorwackiego geofizyka. Nosił numer burtowy PH 33. Bazował w Splicie.

### Chorwacja

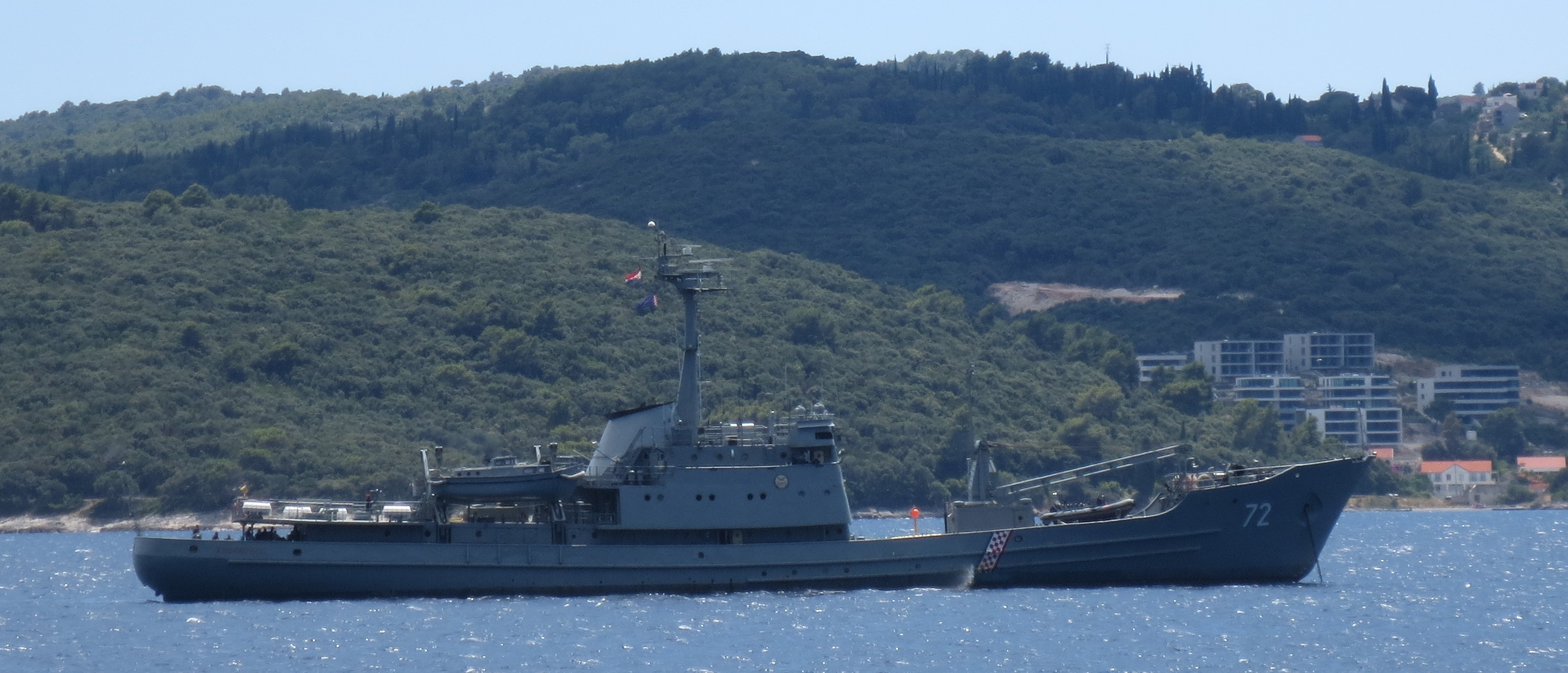
„Andrija Mohorovičić” w 2019 roku

Podczas rozpadu Jugosławii w 1991 roku, okręt przejęty został przez Chorwację i wcielony do Chorwackiej Marynarki Wojennej. Wszedł do służby z zachowaniem nazwy, otrzymując nowy numer burtowy PT 72 (zapisywany jako „72”), a przed 2015 rokiem: BŠ-72. Został następnie zaadaptowany do roli okrętu szkolnego Akademii Marynarki.
W 2009 roku okręt został przeniesiony do Straży Wybrzeża (podporządkowanej marynarce wojennej) jako okręt patrolowy, kontynuując zarazem służbę jako okręt szkolny. Od sierpnia do końca października 2015 roku okręt brał udział w humanitarnej operacji Triton Unii Europejskiej w celu ratowania imigrantów na Morzu Śródziemnym.